# Mnioes teves
Mnioes teves là một loài tò vò trong họ Ichneumonidae.